# Gruppe 73
Die Gruppe 73 war eine nach ihrem Gründungsjahr benannte Vereinigung Salzburger Künstler, die sich als progressiv, da „abstrakt“ malend, verstand. Initiator war der 1920 geborene Hermann Ober, der zugleich das älteste Mitglied dieser Vereinigung war. Er war nach den Erfahrungen des Zweiten Weltkriegs zu der Überzeugung gelangt, dass „nach einer ‚realistischen‘ Kunst des Dritten Reiches … Kunst nur noch abstrakt sein“ kann. In der abstrahierenden Wiedergabe des Naturvorbildes wurde das Hauptmerkmal der Mitglieder der Gruppe 73 gesehen.
Mitglieder waren neben Hermann Ober, Werner Otte, Walter L. Brendel, Hubert Fuschlhammer, Johann Jascha, Rudolf Höhenwarter, Ines Höllwarth, Hans Müller, Ingrid Oberascher, Beppo Pliem, Martin Rasp, Marianne Schenk, Karl Schindler, Slavi Soucek (Ehrenpräsident), Herbert Stejskal, Yoshi Takahashi und Heinrich Tilly. Zum Vorsitzenden dieser vereinsmäßig organisierten Gruppe wurde der Custos am Museum Carolino Augusteum Albin Rohrmoser gewählt.
Die erste Ausstellung dieser Gruppe fand als Volksfest-Happening 1974 im Salzburger Künstlerhaus statt. Bemerkenswert ist, dass dabei auch eine Grafikkassette und Grafikmappe der Öffentlichkeit präsentiert wurde, wobei die Druckgrafik in den Jahren zuvor vernachlässigt worden war. In den folgenden Jahren wurden Ausstellungen in Bernkastel-Kues, Innsbruck, Erlangen, Köln, Krems, Nürnberg, Vicenza und 1979 in Duisburg (hier immerhin im Wilhelm-Lehmbruck-Museum) veranstaltet. Dieses Jahr markiert zugleich das Ende der Gruppe 73.